# Empregador
O empregador é aquele que contrata o trabalhador aos seus serviços de forma remunerada, e tendo em contrapartida deste a prestação de trabalho.  O empregador pode ser pessoa física ou pessoa jurídica, ou mesmo entidades não dotadas de personalidade, como a massa falida, o condomínio não registrado, entre outros.  

## Previsão legal
No Brasil, o artigo 2° da Consolidação das Leis do Trabalho (CLT) define a figura do empregador: 
Art. 2º - Considera-se empregador a empresa, individual ou coletiva, que, assumindo os riscos da atividade econômica, admite, assalaria e dirige a prestação pessoal de serviço.
§ 1º - Equiparam-se ao empregador, para os efeitos exclusivos da relação de emprego, os profissionais liberais, as instituições de beneficência, as associações recreativas ou outras instituições sem fins lucrativos, que admitirem trabalhadores como empregados.
Equiparam-se ao empregador, para efeitos exclusivos da relação de emprego, os profissionais liberais, a instituições beneficentes, associações recreativas ou outras instituições sem fins lucrativos, que admitirem trabalhadores como empregados. E, em um conceito mais atual, podemos conceituar como sendo pessoa física ou jurídica, que assumindo riscos da atividade econômica, admite, assalaria e dirige a prestação de pessoal e serviços.

## Tipos de empregadores
Além do conceito em si, a CLT também aborda os diferentes tipos de empregadores existentes.

### Empregador individual
O empregador individual é caracterizado por ser uma pessoa física que desempenha o papel de empregador como, por exemplo, pequenos empresários, proprietários rurais, entre outros. Essas pessoas físicas possuem autonomia para contratar e direcionar a prestação de serviços, assumindo as obrigações legais inerentes ao empregador.

### Empregador coletivo
O empregador coletivo é uma pessoa jurídica de direito público ou privado, ou seja, uma empresa ou organização composta por mais de uma pessoa. Essa categoria inclui sociedades empresárias, associações, fundações, cooperativas e outras entidades que contratam e direcionam a prestação de serviços.

## Características
A principal característica do empregador é o poder hierárquico (de comando) garantido por força do contrato de trabalho e reconhecido pela nossa legislação, o que lhe atribui também o poder diretivo e o poder disciplinar. 
Conforme o setor do Direito, temos o empregador privado e público, sendo que o setor público também pode contratar pela legislação trabalhista, mas geralmente o faz de forma estatutária, ou seja, a contratação, remuneração e demissão do servidor público geralmente não são feitas através da Consolidação das Leis do Trabalho.
Já a relação de trabalho existente na iniciativa privada brasileira, segue as normas da CLT. Os trabalhadores por este regime são chamados pelo neologismo "celetistas". 
Poderão ser empregadores pessoas físicas, pessoas jurídicas e entidades sem personalidade jurídica.

## Espécies
Quanto à estrutura jurídica do empregador, há pessoas físicas, empresas individuais e sociedades. 
Quanto à natureza da titularidade, existem os empregadores proprietários, arrendatários, cessionários, usufrutuários, etc. 
Quanto ao tipo de atividade, há empregadores industriais, comerciais, domésticos e públicos. 
A empresa é o principal tipo de empregador pelo número de trabalhadores que reúne e pela sua importância como célula econômica de produção de bens e prestação de serviços.

## Poder de direção do empregador
Na relação de emprego o trabalhador está subordinado ao poder de direção do empregador. Segundo Amauri Mascaro Nascimento, “poder de direção é a faculdade atribuída ao empregador de determinar o modo como a atividade do empregado, em decorrência do contrato de trabalho, dever ser exercida (Curso de Direito do Trabalho, São Paulo, Saraiva 2000)”. 
O poder de direção se subdivide em: 
- Poder de organização - Cabe ao empregador organizar a atividade, eis que o empresário é fundamentalmente um organizador.
- Poder de controle - O empregador pode fiscalizar as atividades profissionais de seus empregados.
- Poder disciplinar - O empregador pode impor sanções aos seus empregados.

Estes poderes dizem respeito apenas à relação de emprego, nos serviços prestados pelo empregado, no local de trabalho, e em conformidade com a legislação. 